# Bermuda i olympiska sommarspelen 2016
Bermuda deltog med åtta deltagare vid de olympiska sommarspelen 2016 i Rio de Janeiro. Ingen av landets deltagare erövrade någon medalj.

## Friidrott
Förkortningar
- Notera– Placeringar avser endast det specifika heatet.
- Q = Tog sig vidare till nästa omgång
- q = Tog sig vidare till nästa omgång som den snabbaste förloraren eller, i fältgrenarna, genom placering utan att nå kvalgränsen
- NR = Nationellt rekord
- N/A = Omgången fanns inte i grenen
- Bye = Idrottaren behövde inte tävla i omgången

Bana och väg
| Idrottare      | Gren                | Heat     | Heat      | Semifinal        | Semifinal        | Final            | Final            |
| Idrottare      | Gren                | Resultat | Placering | Resultat         | Placering        | Resultat         | Placering        |
| -------------- | ------------------- | -------- | --------- | ---------------- | ---------------- | ---------------- | ---------------- |
| Harold Houston | Herrarnas 200 meter | 20,85    | 6         | Gick inte vidare | Gick inte vidare | Gick inte vidare | Gick inte vidare |

Fältgrenar
| Idrottare    | Gren                | Kval    | Kval      | Final            | Final            |
| Idrottare    | Gren                | Distans | Placering | Distans          | Placering        |
| ------------ | ------------------- | ------- | --------- | ---------------- | ---------------- |
| Tyrone Smith | Herrarnas längdhopp | 7,81    | 16        | Gick inte vidare | Gick inte vidare |

## Rodd
| Roddare          | Gren                   | Heat    | Heat      | Återkval | Återkval  | Kvartsfinal | Kvartsfinal | Semifinal | Semifinal | Final   | Final     |
| Roddare          | Gren                   | Tid     | Placering | Tid      | Placering | Tid         | Placering   | Tid       | Placering | Tid     | Placering |
| ---------------- | ---------------------- | ------- | --------- | -------- | --------- | ----------- | ----------- | --------- | --------- | ------- | --------- |
| Michelle Pearson | Damernas singelsculler | 8:22,15 | 3 QF      | Bye      | Bye       | 7:34,00     | 4 SC/D      | 8:05,78   | 2 FC      | 7:34,41 | 16        |

## Segling
| Seglare          | Gren                  | Lopp | Lopp | Lopp | Lopp | Lopp | Lopp | Lopp | Lopp | Lopp | Lopp | Lopp | Nettopoäng | Finalplacering |
| Seglare          | Gren                  | 1    | 2    | 3    | 4    | 5    | 6    | 7    | 8    | 9    | 10   | M*   | Nettopoäng | Finalplacering |
| ---------------- | --------------------- | ---- | ---- | ---- | ---- | ---- | ---- | ---- | ---- | ---- | ---- | ---- | ---------- | -------------- |
| Cameron Pimentel | Herrarnas laser       | 31   | 45   | 41   | 27   | 44   | 42   | 39   | 34   | 42   | 39   | EL   | 339        | 41             |
| Cecilia Wollmann | Damernas laser radial | 32   | 28   | 33   | 35   | 35   | 33   | 34   | 33   | 32   | 32   | EL   | 291        | 34             |

## Simning
| Simmare          | Gren                     | Heat    | Heat      | Semifinal        | Semifinal        | Final            | Final            |
| Simmare          | Gren                     | Tid     | Placering | Tid              | Placering        | Tid              | Placering        |
| ---------------- | ------------------------ | ------- | --------- | ---------------- | ---------------- | ---------------- | ---------------- |
| Julian Fletcher  | Herrarnas 100 m bröstsim | 1.02,73 | 40        | Gick inte vidare | Gick inte vidare | Gick inte vidare | Gick inte vidare |
| Rebecca Heyliger | Damernas 50 m frisim     | 26,54   | 52        | Gick inte vidare | Gick inte vidare | Gick inte vidare | Gick inte vidare |

## Triathlon
| Idrottare   | Gren               | Simning (1,5 km) | Trans 1 | Cykling (40 km) | Trans 2 | Löpning (10 km) | Totaltid | Placering |
| ----------- | ------------------ | ---------------- | ------- | --------------- | ------- | --------------- | -------- | --------- |
| Flora Duffy | Damernas triathlon | 19:08            | 0:52    | 1:01:29         | 0:41    | 36:15           | 1:58:25  | 8         |